# Hueyacapan
Hueyacapan är en ort i Mexiko.   Den ligger i kommunen Tlatlauquitepec och delstaten Puebla, i den sydöstra delen av landet, 180 km öster om huvudstaden Mexico City. Hueyacapan ligger 1 930 meter över havet och antalet invånare är 120.
Terrängen runt Hueyacapan är lite bergig. Runt Hueyacapan är det ganska tätbefolkat, med 134 invånare per kvadratkilometer. Närmaste större samhälle är Teziutlan, 14,0 km öster om Hueyacapan. I omgivningarna runt Hueyacapan växer huvudsakligen savannskog.